# Sporting Malou
Sporting Malou was een Belgische voetbalclub uit Sint-Pieters-Woluwe. De club sloot in 1974 aan bij de KBVB met stamnummer 8145. 
In 1981 fuseerde de club met White Star Woluwe FC tot White Star Malou Woluwe, later hernoemd naar White Star Brussel.

## Geschiedenis
De club werd in februari 1974 opgericht als US Malou, maar koos bij de aansluiting bij de KBVB voor de naam Sporting Malou. Malou verwijst naar het gelijknamige Maloukasteel in Sint-Lambrechts-Woluwe.
Men begon in Vierde Provinciale en al snel maakte de club progressie. Na een vierde plaats in 1977, werd Sporting Malou in 1978 kampioen in Vierde Provinciale H. 
Een seizoen later werd men voorlaatste in Derde Provinciale en moest terug naar Vierde Provinciale. Na een eerste moeilijk seizoen dat met een twaalfde plaats werd afgesloten, verliep het laatste seizoen uit de clubgeschiedenis, 1980-1981, een stuk beter. Sporting Malou werd zesde.
Men besloot te fuseren met White Star Woluwe FC, een club met stamnummer 5750, het stamnummer van Sporting Malou verdween en de naam White Star Malou Woluwe werd aangenomen. Later zou dat White Star Brussel worden.